# 香炉山街道
香炉山街道是中华人民共和国重庆市沙坪坝区下辖的一个街道办事处。

## 行政区划
香炉山街道下辖以下村级行政区划单位：
康居西城第一社区、康居西城第二社区、康居西城第三社区、思贤社区、学善社区、双佛村、香炉山村。